# 2-(氯乙酰基)呋喃
2-(氯乙酰基)呋喃是一种有机氯化合物，化学式为C6H5ClO2。它可由α-三氯甲基-2-呋喃甲醇在氯化亚铜、2,2'-联吡啶存在下反应制得。在催化下，它可以被氢气还原为α-氯甲基-2-呋喃甲醇。